# Kresomysl
Kresomysl foi um governante da Boémia. Fez parte do grupo de governantes considerados lendários. Foi antecedido no poder por Vnislav e sucedido por Neklan.